# 同山镇
同山镇，是中国浙江省绍兴市诸暨市下辖的一个镇。

## 行政区划
下辖以下地区：
高城头村、边村、唐仁村、丽坞底村、吉水坑村、布谷村、王沙溪村、西源村、南源村、仙日村、中源村、同兴村、同源村、三新村、绿剑村和临江村。